# Stipes
Stipes è una frazione del comune laziale di Ascrea, in provincia di Rieti.

## Geografia
Situata a circa 860 metri s.l.m., non lontano dal Terminillo, vicinissimo al monte Navegna e al monte Cervia, domina il lago del Turano e la sua diga.
Il suo territorio costituisce la maggiore delle due exclavi del comune di Ascrea; ed è situata a nord di esso e fra i territori comunali di Rocca Sinibalda (e la sua exclave di Vallecupola), Longone Sabino e Castel di Tora.

## Storia
In passato era fiorente la pastorizia dati i numerosi pascoli ed era praticata la transumanza. Tra le tradizioni rimaste, però, ci sono l'allevamento (soprattutto caprino) e la produzione di formaggio.
Stipes conserva solo pochi resti della vecchia rocca, le uniche testimonianze di un certo pregio rimaste sono la Chiesa parrocchiale e il palazzo Turchetti.

## Cultura
Il 18 agosto il paese ospita la sagra del tartufo.

## Natura
Stipes possiede, tra l'altro, flora e fauna tipiche degli Appennini.